# NGC 5966
NGC 5966 ist eine elliptische Galaxie mit aktivem Galaxienkern vom Hubble-Typ E4 im  Sternbild Bärenhüter am Nordsternhimmel. Sie ist schätzungsweise 206 Millionen Lichtjahre von der Milchstraße entfernt und hat einen Durchmesser von etwa 105.000 Lj.
Im selben Himmelsareal befinden sich u. a. die Galaxien IC 4557, IC 4560, IC 4563.
Das Objekt wurde am 18. März 1787 von dem deutsch-britischen Astronomen Wilhelm Herschel entdeckt.